# Uniwersytet Techniczny w Berlinie
Berliński Uniwersytet Techniczny (niem. Technische Universität Berlin, TU Berlin) – niemiecki uniwersytet techniczny, jeden z czterech uniwersytetów w Berlinie.

## Historia
1 listopada 1770 z polecenia Frederyka II powstał Górniczo-Hutniczy Instytut Nauki (Berg- und Hüttenmännisches Lehrinstitut), który został później przemianowany na Akademię Górniczą (Bergakademie). 13 marca 1799 na miejscu Akademii Górniczej została utworzona Akademia Budowlana (Bauakademie), która z kolei 1 listopada 1821 została przekształcona w Szkołę Techniczną (Technische Schule, w 1827 roku przemianowana na Królewski Instytut Przemysłowy – Königliches Gewerbe-Institut). W 1879 została utworzona Królewska Wyższa Szkoła Techniczna (Königliche Technische Hochschule), zwana też inaczej Wyższą Szkołą Techniczną Charlottenburg (od nazwy wówczas podberlińskiego miasta, w którym znajduje się uczelnia, a obecnie dzielnicy Berlina). Po II wojnie światowej, 9 kwietnia 1946 roku uczelnia przemianowana została na Technische Universität Berlin.
Budynek Główny (Hauptgebäude) został wybudowany w latach 1878–1884, a jego projektantami byli: Richard Lucae, Friedrich Hitzig i Julius Raschdorff. Była to monumentalna budowla w stylu późnego włoskiego renesansu z pięcioma dziedzińcami. Podczas II wojny światowej budynek główny uległ poważnym zniszczeniom wskutek działań wojennych. Po wojnie część budowli została zrekonstruowana, m.in. trzy dziedzińce, skrzydła oraz część tylna. W 1965 dobudowany został do „starego” budynku głównego 10-piętrowy, pokryty szkłem i aluminium „nowy” budynek główny. Ta łącząca historię i nowoczesność budowla usytuowana jest w centralnej części kampusu (przy Straße des 17. Juni), na który składa się szereg innych budynków, usytuowanych w większości w najbliższej okolicy.
Uniwersytet oferuje chętnym ponad 45 kierunków kształcenia. Strukturalnie podzielony jest na siedem fakultetów:
1. Nauki Humanistyczne
2. Matematyka i Nauki Przyrodnicze
3. Inżynieria Procesów
4. Elektrotechnika i Informatyka
5. Inżynieria Transportu i Budowa Maszyn
6. Połączone fakultety „Budownictwa i Geonauk Stosowanych” oraz „Architektury Środowiska Społeczeństwa”
7. Dawniej „Architektura Środowisko Społeczeństwo”, od 1 kwietnia 2005 połączony z Fakultetem VI
8. Ekonomia i Zarządzanie

Jednostką uniwersytetu jest także Zentrum für Antisemitismusforschung.